# Луткун
Луткун (рос. Луткун) — село Ахтинського району, Дагестану Росії. Входить до складу муніципального утворення Сільрада Луткунська.
Населення — 2792 (2010).

## Населення
За даними перепису населення 2002 року в селі мешкало 3049 осіб. У тому числі 1537 (50,41 %) чоловіків та 1512 (49,59 %) жінок.
Переважна більшість мешканців — лезгини (100 % від усіх мешканців). У селі переважає лезгинська мова.